# Тридакна велетенська
Тридакна велетенська (Tridacna gigas) — вид двостулкових молюсків родини серцевидкових (Cardiidae). Сягає значних розмірів, живе, прикріпившись до коралів або до морського дна. У тілі тридакни мешкають зооксантели (одноклітинні водорості), завдяки чому молюск отримує їжу, яку виробляють ці маленькі рослини, та їсть самі водорості.

## Опис
Довжина мушлі до 150 см, а маса до 260 кг. Будова тіла велетенської тридакни типова для двостулкових: м'які частини її тіла вкриті вапняною мушлею. Остання складається з двох стулок, які з'єднані м'язом-аддуктором, що діє на взірець замка.
У нормальному положенні стулки мушлі тридакни трохи відкриті, але в разі небезпеки вони миттєво зачиняються. Внутрішню частина заповнює товста, яскраво забарвлена мантія, що утворює дві м'ясисті складки, які є висунутими із мушлі. Мантія обох стулок зростається, утворюючи порожнину, в якій знаходяться внутрішні органи тварини. Велетенська тридакна лежить на дні черевною частиною догори, тому всередині мушлі молюск повернутий на 180 градусів.

## Спосіб життя
Тривалість життя понад 200 років. Велетенська тридакна живе у щілинах і заглибленнях коралових рифів в Індійському і Тихому океанах, аж до узбережжя Австралії. Цей молюск все життя проводить на одному місці.
Він кріпиться до ґрунту своїми довгими, шовковистими бісусними нитками або залишається нерухомим через велику вагу власного тіла. Велетенська тридакна, як і корали, харчується планктоном, але одночасно «розводить» у своєму тілі зооксантели (вид одноклітинних водоростей), які під дією сонячного світла, (тобто, завдяки фотосинтезу), виробляють необхідну для тридакни їжу. Зооксантели живуть по краях мантії тридакни, під шаром прозорих клітин її шкіри. Для життя їм необхідне сонячне світло, тому велетенська тридакна може селитися тільки на мілководді, в чистій, прозорій воді або на коралових рифах, що забезпечують їй сприятливі умови.

## Живлення
Велетенська тридакна харчується особливою їжею, що містить не лише достатню кількість білку і вітамінів, але й цукрозу, яка є джерелом енергії. Зооксантели, які живуть у мантійній порожнині молюска, забезпечують велетенську тридакну необхідною енергією, виробляючи моноцукри з води і цукрози. Зооксантели самі використовують велику частину їжі, але деяка її кількість потрапляє у тканини велетенської тридакни і використовується нею для своїх цілей. Тканини молюска поглинають живі зооксантели, які швидко розмножуються на сонці. Цукор, що виробляється зооксантелами, забезпечує організм тридакни енергією, що необхідна для скорочення м'язів. Вода всмоктується в тіло тридакни через ввідний сифон і виштовхується назовні через вивідний. У воді міститься не тільки необхідний кисень, але й мікроскопічні організми — планктон.

## Розмноження
Період розмноження залежить від багатьох чинників, кожна особина виробляє по черзі яйця і сперму. Кількість яєць — до 500 мільйонів. Личинки вільно плавають разом із планктоном, згодом осідають на дно мілководдя. Тридакна глибоко закопана в пісок або схована в ущелину коралового рифу, вона лежить черевним боком догори. Кожна особина випускає статеві клітини прямо у воду. Яйця зустрічаються зі спермою іншої особини, що мешкає неподалік, і, якщо відбудеться запліднення, із них розвиваються личинки. Ймовірність запліднення зростає, якщо тридакни, що живуть в одному місці, одночасно виробляють і випускають у воду сперму і яйця. Всі особини виробляються статеві продукти по черзі. Цей процес стимулюється температурою води. Більша частина яєць стає їжею інших мешканців коралового рифу. Із запліднених яєць розвиваються личинки, що вільно плавають разом з іншими організмами та входять до складу планктону. Личинки годуються одноклітинними водоростями. Пізніше личинки осідають на дно, тут вони розвиваються і перетворюються на дорослу особину.

## Цікаво
- По краях мантії велетенської тридакни розташовані невеликі «вічка», що реагують на світло. Коли на молюск падає тінь, то мушля повільно зачиняється. Таким чином вона успішно захищається від можливих ворогів.
- У багатьох велетенських тридакнах оселяються дрібні краби-горошинки, яких іноді називають «вартовими мушель». В одній велетенській тридакні, як правило, може проживати одна пара крабів. «Завданням» цієї пари є охороняти свою ділянку та їсти «порушників кордону».
- На початку 30-х років поблизу Філіппін знайшли велетенську тридакну, всередині якої була найбільша у світі перлина Аллаха, вага якої сягала семи кілограмів.

## Збереження
Велетенській тридакні не загрожує промисел. Загрозу для її існування становить забруднення морів та руйнування коралових рифів.

## Галерея

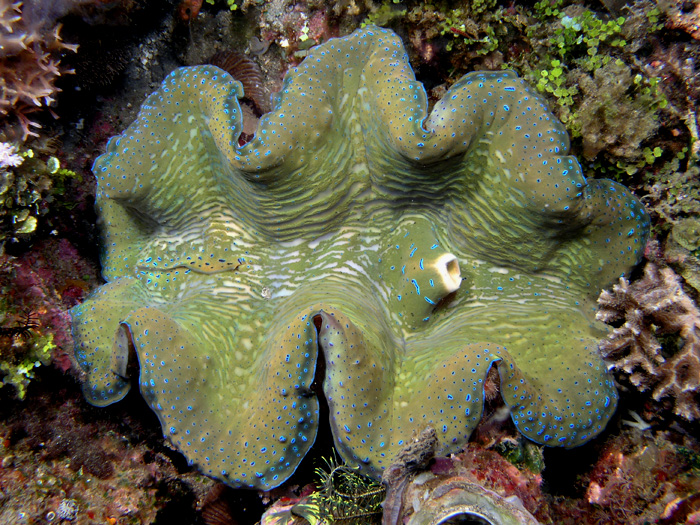
Зелено-синій велетенський молюск із Східного Тимору
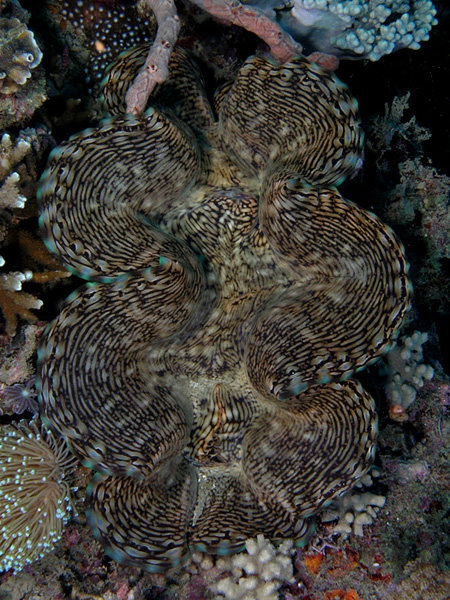
Камуфляж велетенської тридакни
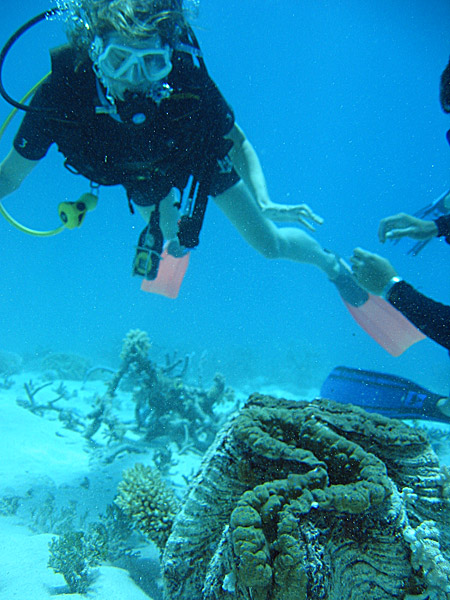
Розмір тридакни
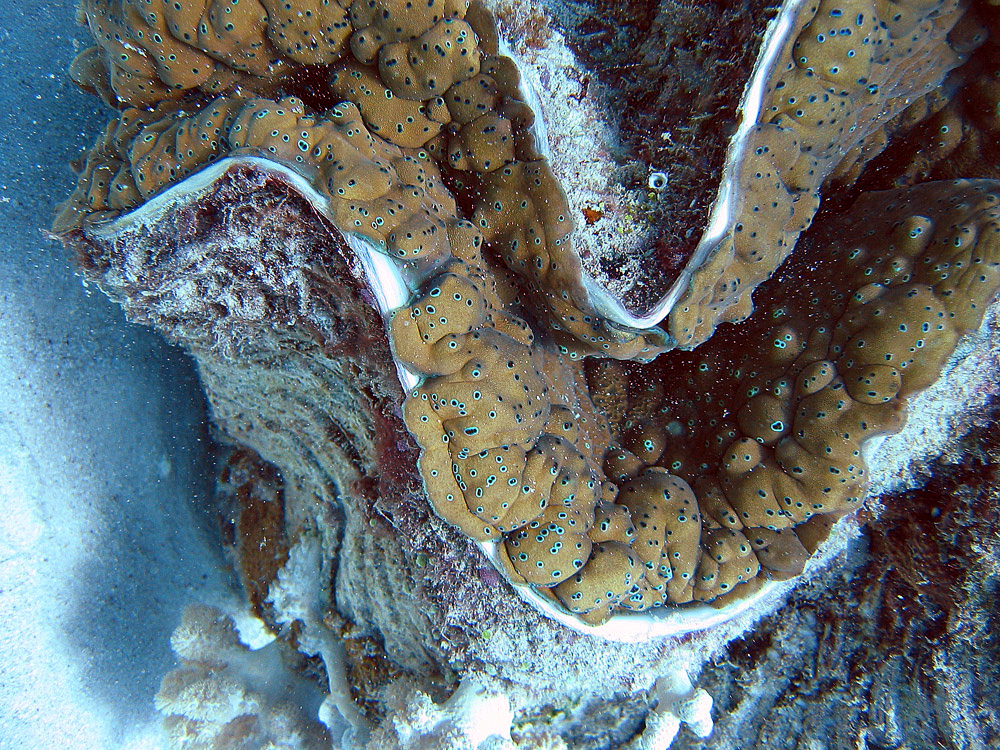
Мантія
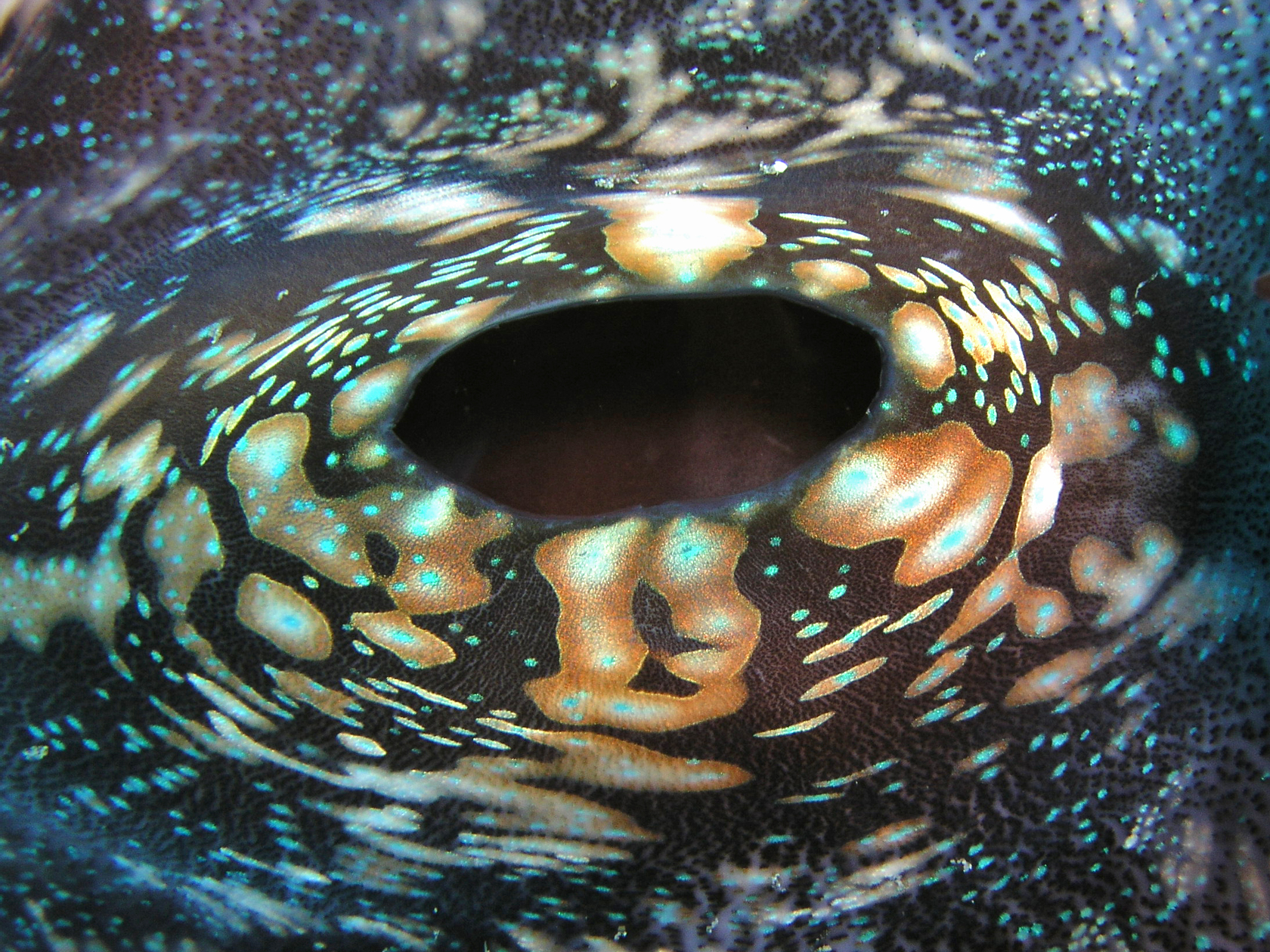
Сифон велетенської тридакни
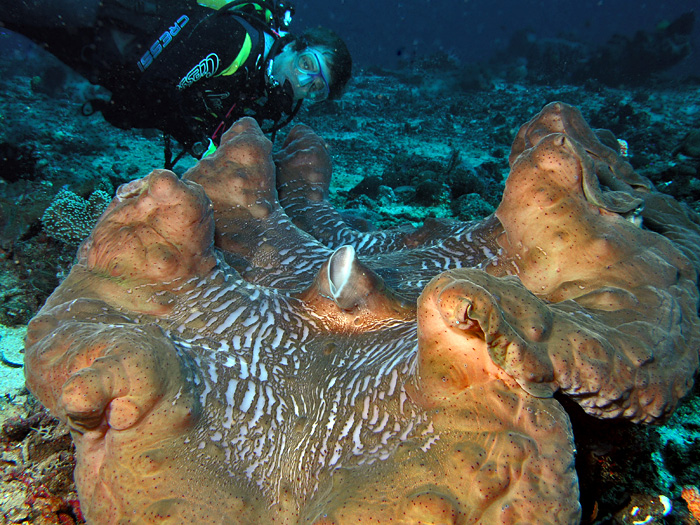
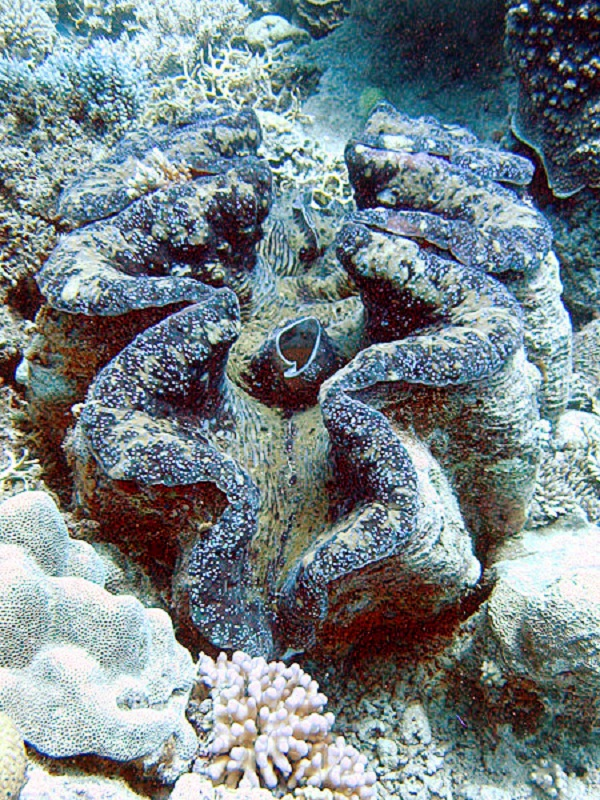
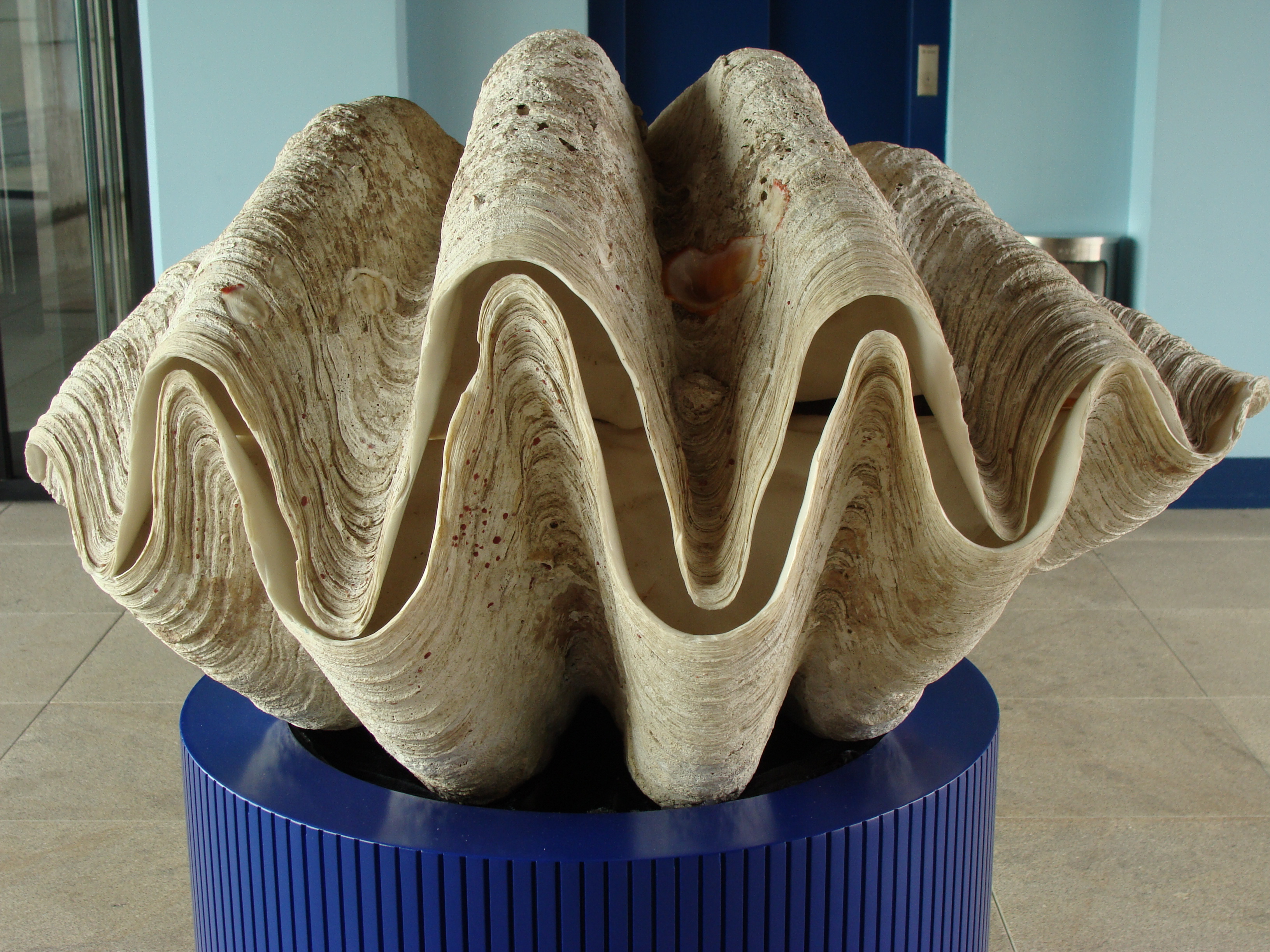
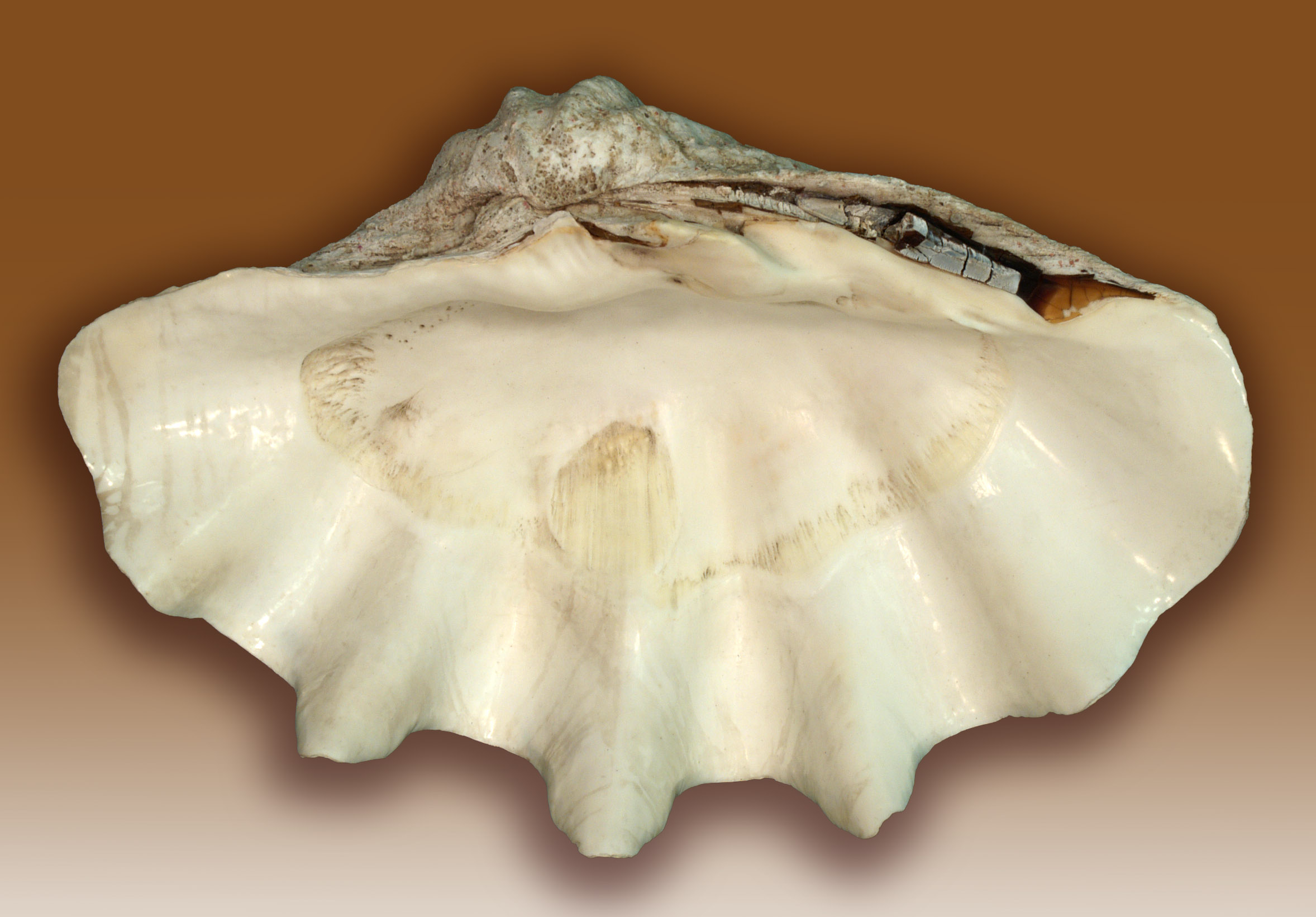
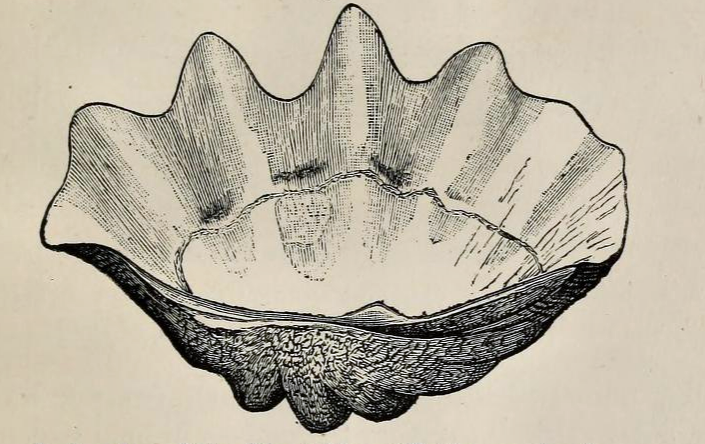
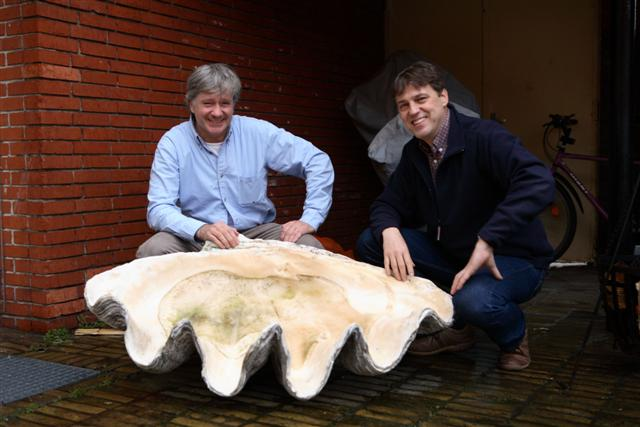
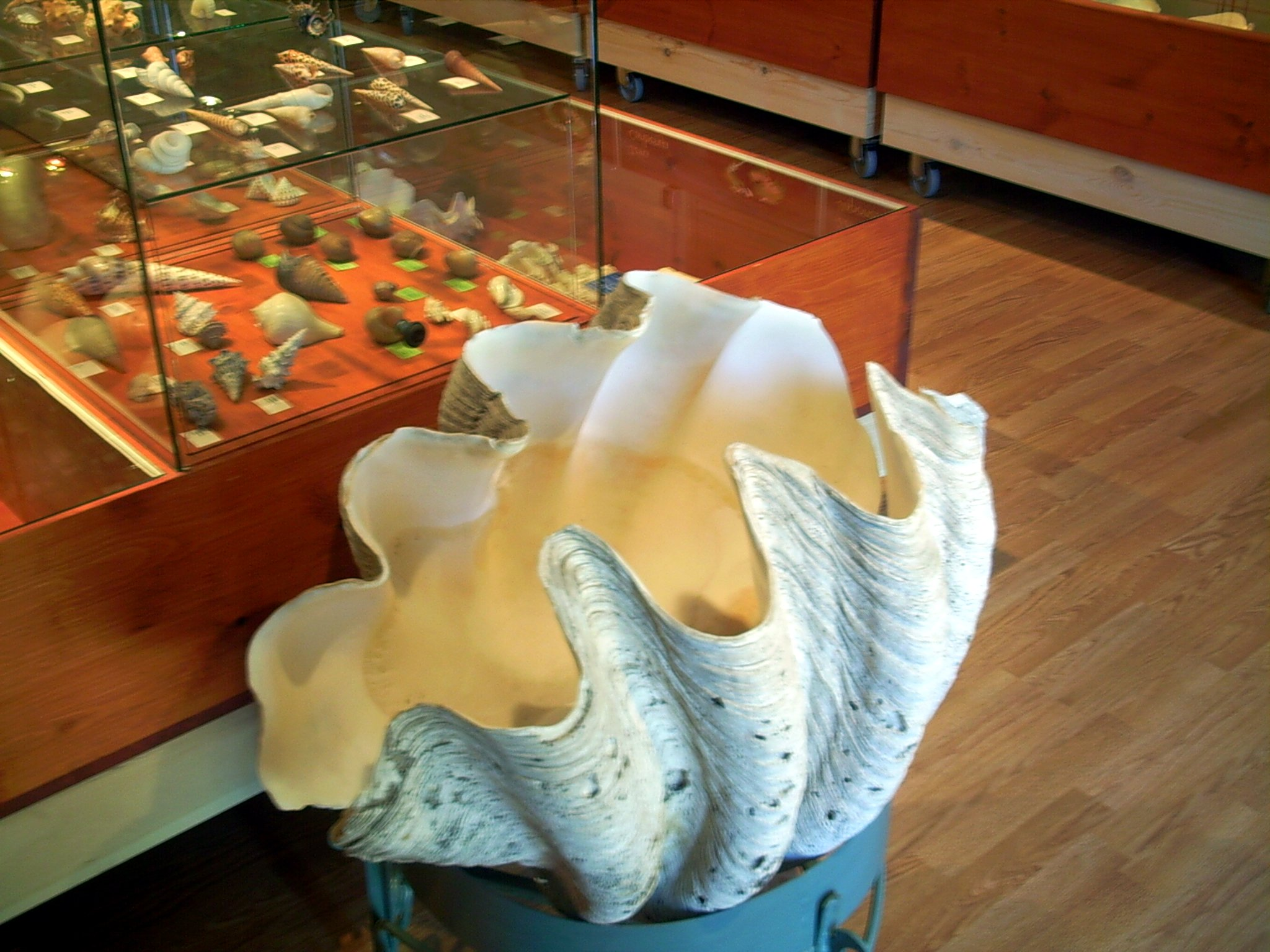